# Röda Rummet (filmstudio)
Röda Rummet var en filmstudio i Umeå åren 1979–1989 . Studion grundades i september 1979 av filmentusiaster – främst filmvetaren Stig Eriksson och biografmaskinisten Rune Forsgren – inom lokalavdelning av Kommunistiska Arbetarförbundet, KAF, sedermera Socialistiska partiet, SP, för att "bredda och stimulera det alternativa filmutbudet i staden". Enligt stadgarna innebar dock medlemskapet "inga som helst politiska förpliktelser gentemot KAF som organisation eller dess ideologi och politik". 
I studentstaden Umeå var Röda Rummet en utmanare till den existerande Filmstudion, som sedan mitten av 1950-talet visat filmer på matinétid på lördagar, och fick genom sina visningar av 16-millimetersfilm i en av Umeå universitets hörsalar snart en stor publik – som mest 900 medlemmar vid årsskiftet 1982/1983. Åren 1984–1989 visades nattbio även på Sagabiografen i centrala Umeå.
Kännetecknande för Röda Rummet var ett stort utbud av nattbio och från mitten av 1980-talet även en rad smygvisningar av kommande sverigepremiärer. Den första, Greystoke, följdes av bland andra Dödens fält (15/2 1985), Gå och se (26/1 1986), Runaway train (2/5 1986), Aliens Återkomsten (26/9 1986), Blue Velvet (30/1 1987), Stand by Me (13/2 1987), Little Shop of Horrors (20/3 1987).
Vid Guldbaggegalan 1988 tilldelades den ene av Röda Rummets grundare, Stig Eriksson, priset PR-tuppen, Filmpublicisternas pris till "en skicklig marknadsförare inom branschen", för sitt arbete med Röda Rummet och med Umeå internationella filmfestival, som han var med att driva från starten 1986. 